# Dennis Johnsen
Dennis Tørset Johnsen (Skien, 17 de febrero de 1998) es un futbolista noruego que juega de delantero en la U. S. Cremonese de la Serie A.

## Selección nacional
Es internacional con la selección de fútbol de Noruega. Fue internacional sub-18 y sub-21 antes de convertirse en internacional absoluto el 11 de octubre de 2021, en un partido de clasificación para la Copa Mundial de Fútbol de 2022 frente a la selección de fútbol de Montenegro.

## Clubes
| Club                      | País         | Año       |
| ------------------------- | ------------ | --------- |
| S. C. Heerenveen          | Países Bajos | 2017      |
| Jong Ajax                 | Países Bajos | 2017-2020 |
| S. C. Heerenveen (cedido) | Países Bajos | 2019      |
| PEC Zwolle (cedido)       | Países Bajos | 2019-2020 |
| Venezia F. C.             | Italia       | 2020-2024 |
| U. S. Cremonese           | Italia       | 2024-     |

## Palmarés

### Títulos nacionales
| Título     | Club          | País         | Año  |
| ---------- | ------------- | ------------ | ---- |
| Eredivisie | A. F. C. Ajax | Países Bajos | 2019 |